# Shigeo Sugimoto
Shigeo Sugimoto (杉本 茂雄 Sugimoto Shigeo?,  4 de diciembre de 1926 en Hyogo - 2 de abril de 2002 en Hyogo) fue un futbolista japonés que se desempeñaba como centrocampista.
Sugimoto jugó 3 veces para la selección de fútbol de Japón entre 1951 y 1954. Sugimoto fue elegido para integrar la selección nacional de Japón para los Juegos Asiáticos de 1951.

## Trayectoria

### Clubes
| Club            | País  | Año         |
| --------------- | ----- | ----------- |
| Hankyu Railways | Japón | 1948 - ???? |

### Selección nacional
| Selección | País  | Año         |
| --------- | ----- | ----------- |
| Absoluta  | Japón | 1951 - 1954 |

## Estadística de equipo nacional
| Selección de Japón | Selección de Japón | Selección de Japón |
| Año                | Part.              | Goles              |
| ------------------ | ------------------ | ------------------ |
| 1951               | 2                  | 0                  |
| 1952               | 0                  | 0                  |
| 1953               | 0                  | 0                  |
| 1954               | 1                  | 0                  |
| Total              | 3                  | 0                  |